# Мінамі-Авадзі

Мінамі-Авадзі (яп. 南あわじ市, みなみあわじし, мінамі авадзі сі) — місто в Японії, у південній частині префектури Хьоґо, на півдні острова Авадзі.

## Географія
Мінамі-Авадзі розташований на південно-східному краю Внутрішнього Японського моря. Місто омивається водами протоки Кії та Харімського моря. На його території знаходиться найбільша на острові Авадзі рівнина Міхара. Місту також належить малий острів Нусіма.
Через Мінамі-Авадзі проходить 28-а державна автомагістраль. 1985 році, завдяки будівництву моста Онаруто, місто з'єдналося із Наруто префектури Токусіма на острові Сікоку.

## Історія
У середньовіччі територія Мінамі-Авадзі належада до повіту Міхара. У ньому містилися адміністративний центр провінції Авадзі та найдавніший порт острова Авадзі.
11 січня 2005 року такі населені пункти об'єдналися, давши початок місту Мінамі-Авадзі:
- містечка Мідорі повіту Міхара (三原郡緑町)
- містечка Сейдан (西淡町)
- містечка Міхара (三原町)
- містечка Нандан (南淡町)
- містечка Хіґасіура (東浦町)

## Економіка
Основними галузями економіки Мінамі-Авадзі є сільське господарство, зокрема городництво і тваринництво, а також рибальство і туризм. Головна сільськогосподарська культура — цибуля, додаткові — мушмула, мандарин, капуста. Серед тварин переважають м'ясні корови та свині. Основними видами риб та морепродуктів, які виловдють у прибрежних водах, є пагр, морський їжак, восьминіг, фугу. Традиційне ремесло — виготовлення черепиці.

## Культура
У Мінамі-Авадзі є соснова діброва Кейно, оспівана в найстарішій японській поетичній антології «Манйосю». У цій діброві ростуть дерева, яким понад 300 років. У місті також є багато буддистських храмів, дзвони і статуї, що належать до цінних культурних пам'яток країни.
Мінамі-Авадзі вважається місцем народження авадзійських ляльок, які використовуються у ляльковому театрі бунраку. В місті діє Музей, присвячений цим лялькам.